# Џон Кејл
Џон Дејвис Кејл (енгл. John Davies Cale; Гарнант, Кармартеншир, Велс, 9. март 1942) велшки је музичар, композитор и кантаутор, познат као један од оснивача експерименталног рок бенда Велвет андерграунд.

## Каријера
Иако је најпознатији по рок остварењима, Џон Кејл се такође опробао у другим жанровима као што је класична музика. Кејл се доселио у Сједињене Државе да би студирао класичну музику. Радио је са експерименталним композиторима Корнелијусом Кардевом и Ла Монт Јангом, али је такође био заинтересован за рок музику. Кејлово интересовање је усмерено ка експериментисању и психоделичној музици.
Кејл и Лу Рид, најпознатији чланови групе, су у Велвет андерграунд примили прво Стерлинг Морисона - Ридовог друга из колеџа, који је већ са њим неколико пута свирао гитару, и Ангус Меклиза, који се придружио на бубњевима. Овај квартет се прво звао Варлокс, а онда Фалинг Спајкс. Меклиз је ускоро замењен с Маурин „Мо“ Такер, млађом сестром Морисоновог пријатеља Џим Такера. Са Кејловом виолом и оргуљама, Луовим специфичним гласом и Моиним занимљивим алаткама за свирање бубњева, Велвет андерграунд је лансирао потпуно нови звук.
Бенд је добио назив по књизи Велвет андерграунд коју је написао Мајкл Леј и која се бави тајном сексуалном поткултуром почетком 1960-их. Енди Ворхол, чувени поп-арт уметник, понудио се да им он буде менаџер, што је бенд одмах прихватио. Он је предложио да убаце певачицу у групу, Нико, која је била модел из Немачке. Његова репутација је помогла бенду да стекне већи углед, он им је такође обезбедио уговор са издавачком кућом МЏМ подврста Верв Рекордс, с Ворхолом као главним продуцентом.
Џон одлази из Велвет андерграунда 1968. године и издаје око 30 албума. Међу соло остварењима су најзапаженији албум Paris 1919, и верзија Коенове песме Hallelujah, као и тзв. Island records трилогија албума из 1970-их коју чине Fear, Slow Dazzle i Helen of Troy.
Кејл је био продуцент и сарађивао са познатим извођачима као што су Лу Рид, Пети Смит, Ла Монт Јанг, Хектор Зазоу и многи други. Године 1996. примљен је у Рокенрол кућу славних као члан Велвет андерграунда.

## Приватни живот
Године 1968, Џон Кејл се оженио модном дизајнерком Бетси Џонсон, пар се развео после мање од годину дана.
Кејл 1971. упознаје Синтију „Синди“ Велс, познатија као Мис Синди. Убрзо затим се венчавају, али је брак био потпуни промашај, а они су се развели 1975. године.
Дана 6. октобра 1981, Кејл се оженио трећи пут, за Рисе Ирушалми. Имају једно дете, Едена, који је рођен 14. јула 1985. Развели су се 1997. Џон Кејл тренутно живи у Лос Анђелесу.

## Дискографија

### Соло албуми
- 1970 : Vintage Violence
- 1972 : The Academy in Peril
- 1973 : Paris 1919
- 1974 : Fear
- 1975 : Slow Dazzle
- 1975 : Helen of Troy
- 1981 : Honi Soit
- 1982 : Music for a New Society
- 1983 : Caribbean Sunset
- 1985 : Artificial Intelligence
- 1989 : Words for the Dying
- 1996 : Walking on Locusts
- 2003 : HoboSapiens
- 2005 : blackAcetate
- 2012 : Shifty Adventures in Nookie Wood
- 2016 : M:FANS
- 2023 : Mercy

### Албуми у сарадњи
- 1971 : Church of Anthrax са Теријем Рилијем
- 1990 : Songs for Drella са Лу Ридом
- 1990 : Wrong Day Up са Брајаном Иноом
- 1994 : Last Day On Earth са Бобом Њувиртом